# SZD-44
SZD-44 – projekt szybowca wyczynowego opracowany w Zakładzie Doświadczalnym Rozwoju i Budowy Szybowców w Bielsku-Białej. 
Projekt został opracowany na początku lat 70. w Zakładzie Doświadczalnym Rozwoju i Budowy Szybowców. Konstruktorem szybowca był mgr inż. Adam Meus.